# 前坊镇
前坊镇，是中华人民共和国江西省南昌市进贤县下辖的一个乡镇级行政单位。

## 行政区划
前坊镇下辖以下地区：
新镇社区、前坊村、大池村、焦家村、英山村、英明村、西湖村、太平村、沙口村、和平村、高坊村、高兴村、桂花村和镇垦殖场生活区。